# Louis-Jean-Baptiste-Joseph Julliard
Louis-Jean-Baptiste-Joseph Julliard SM (ur. 13 marca 1912 w Coubon, zm. 13 lutego 1984) – francuski duchowny rzymskokatolicki, marysta, misjonarz, wikariusz apostolski Nowych Hebrydów i biskup Port Vila.

## Biografia
Louis-Jean-Baptiste-Joseph Julliard urodził się 13 marca 1912 w Coubon we Francji. 3 listopada 1929 złożył śluby zakonne. 28 marca 1936 otrzymał święcenia prezbiteriatu i został kapłanem Towarzystwa Maryi (marystów).
1 stycznia 1955 papież Pius XII mianował go wikariuszem apostolskim Nowych Hebrydów oraz biskupem tytularnym Vulturii. 7 sierpnia 1955 przyjął sakrę biskupią z rąk wikariusza apostolskiego Nowej Kaledonii Edoardo Bressona SM. Asystował ks. Francis-Roland Lambert SM.
Jako ojciec soborowy wziął udział w soborze watykańskim II. 21 czerwca 1966 wikariat apostolski Nowych Hebrydów został podniesiony do rangi diecezji. Tym samym bp Julliard został biskupem Port Vila.
21 maja 1976 zrezygnował z katedry. Zmarł 13 lutego 1984.